# Суль (Люблинское воеводство)
Суль (пол. Sól) — деревня в Билгорайском повете Люблинского воеводства Польши. Входит в состав гмины Билгорай. По данным переписи 2011 года, в деревне проживало 2324 человека.

## География
Деревня расположена на юго-востоке Польши, в пределах Сандомирской низменности, на правом берегу реки Бяла-Лада, на расстоянии приблизительно 6 километров к юго-западу от города Билгорай, административного центра повета. Абсолютная высота — 185 метров над уровнем моря. Через населённый пункт проходит региональная автодорога 858.

## История
Первое упоминание о деревне относится ко второй половине XVI века. Согласно «Военно-статистическому обозрению Российской Империи», в 1847 году в селе Соль проживало 1144 человека. В административном отношении деревня входила в состав Замостского уезда Люблинской губернии Царства Польского. По состоянию на 1890 год Соль являлась центром одноимённой гмины в составе Белгорайского уезда. В период с 1975 по 1998 годы деревня входила в состав Замойского воеводства.

## Население
Демографическая структура по состоянию на 31 марта 2011 года:
|         | Всего | До трудоспособного возраста | Трудоспособного возраста | Старше трудоспособного возраста |
| ------- | ----- | --------------------------- | ------------------------ | ------------------------------- |
| Мужчины | 1143  | 236                         | 793                      | 114                             |
| Женщины | 1181  | 253                         | 682                      | 246                             |
| Всего   | 2324  | 489                         | 1475                     | 360                             |

## Достопримечательности
- Костёл Св. Архангела Михаила, 1872 г.
- Водяная мельница на реке Бяла-Лада, 1896 г.